# Michele Bonelli
Carlo Michele Bonelli, cardenal alexandrí, (Bosco Marengo, 25 de novembre de 1541 – Roma, 28 de març de 1598) va ser un diplomàtic papal amb una carrera diversa de dues dècades iniciada el 1571.

## Biografia
Nascut a Bosco Marengo, era fill de Marc Bonelli, noble d'Alexandria, al Piemont, i de Dominina de'Gibertis, neboda del papa Pius V. Era besoncle de Carlo Bonelli.
Va ingressar a l'Orde dels Predicadors, agafant el nom de Michele, i va professar en el convent de Santa Maria sopra Minerva, Roma, el 1559. Va estudiar en el Collegio Germanico i va ser professor de teologia en la Universitat de Perugia abans de ser cridat a Roma pel besoncle, el Papa Pius V.
Va ser nomenat cardenal-pare en el consistori de 6 de març de 1566, rebent el capel vermell i el títol de Santa Maria sopra Minerva dues setmanes després. Va ser també Gran Prior de Roma de l'Orde Sobirana de Malta, el juny de 1568.
El 3 de desembre de 1568 va passar a ser Camarlenc, fins al 10 de maig de 1570, quan va dimitir per que l'oncle el pogués vendre al cardenal Luigi Cornaro per 70.000 escuts, per a obtenir fons per a la guerra contra els turcs. En recompensa li va ser donada la sinecura d'Abade de San Michele di Chiusi.
Va prendre la iniciativa d'expansió de Roma (la via Alexandrina commemora el seu títol) que seria dividida entre els monestirs de S.Basilio, S.Adriano i SS.Cosma i Damiano.
La seva família va ser honrada durant el pontificat de Pius V: el seu germà Girolamo, comandant de la Guàrdia Papal, va ser fet marqués de Cassano d'Adda (1572), i el seu germà Michele, duc de Salci (1569), com ajudant d'Emanuel Filiberto, Duc de Savoia (1573).
El "Cardenal Alexandrí", com ho feia servir —títol imaginat per Pius V com a cardenal— va ser enviat com a legat papal als reis d'Espanya i Portugal, el 18 de Juny de 1571, amb l'honor de Cardenal-nebot, en companyia de Francesco Borja, i amb llegat amb poder discrecional a latere al rei de França, el 16 de novembre de 1571.